# Cowboy solitari
Cowboy solitari  (Lonesome Cowboys) è un film diretto da Andy Warhol. Scritto da Paul Morrissey, la pellicola è una satira dei film western di Hollywood.  Ha vinto il premio come miglior film all'International Film Festival di San Francisco.

## Produzione
Cowboy solitari fu filmato nel gennaio 1968 a Oracle, in Arizona, con un budget di $3,000 (ebbe un incasso complessivo di 91,000 $).
Il film presenta Taylor Mead, Eric Emerson e Joe Dallesandro. La trama si basa su Romeo e Giulietta, da cui derivano i nomi Julian e Ramona (il film è infatti anche noto come Ramona and Julian).
Warhol inizialmente voleva intotolare il film Fuck, e successivamente The Glory of the Fuck. Warhol e Morrissey decisero poi di usare il titolo Lonesome Cowboys (cowboy solitari) mentre Warhol si stava riprendendo dopo il tentativo di omicidio da parte di Valerie Solanas (3 giugno 1968). John Schlesinger stava filmando Midnight Cowboy, in cui erano presenti vari membri dell'entourage di Warhol, tra cui Viva e Ultra Violet che, insieme a Morrissey, girò una breve parte durante la registrazione della scena di festa del film Midnight Cowboy. Warhol inizialmente incoraggiò la partecipazione del suo staff al film, successivamente cominciò a provare risentimento su quello che Warhol pensava fosse un'intrusione nella sua scena da parte di Schlesinger. Warhol decise di insidiare Schlesinger dando al suo film il nome di Lonesome Cowboys, che faceva riferimento al titolo del film di Schlesinger, Midnight Cowboy.

## Distribuzione
Venne presentato nel novembre 1968 al San Francisco International Film Festival, dove ottenne il premio come miglior film. Il film ebbe anche una prima a New York il 28 dicembre 1968; venne quindi distribuito nelle sale il 17 gennaio del 1969 dalla Sherpix. In Canada venne distribuito in versione ridotta nel 1971 dalla Marden Films. In Italia non fu mai visto al cinema, venne distribuito in DVD nel 2006 dalla Raro Video.